# جاستن هيلتون
جاستن هيلتون (بالإنجليزية: Justin Hilton)‏ هو لاعب كرة قدم أمريكية أمريكي، ولد في 8 ديسمبر 1988 في بالتيمور في الولايات المتحدة.

## وصلات خارجية
- جاستن هيلتون على موقع مرجع كرة القدم المحترفة.كوم (الإنجليزية)